# Stickenbüttel
Stickenbüttel ist ein Stadtteil der Stadt Cuxhaven in Niedersachsen.

## Geografie
Stickenbüttel befindet sich im Westen des Stadtgebietes im Hinterland der an der Nordsee gelegenen Kurorte Döse, Duhnen und Sahlenburg.

## Geschichte

### Eingemeindungen
Die Gemeinden Arensch, Berensch, Cuxhaven, Döse, Duhnen, Groden, Gudendorf, Holte, Insel Neuwerk, Oxstedt, Ritzebüttel, Sahlenburg, Spangen, Stickenbüttel, Süder- und Westerwisch gehörten bis 1864 dem hamburgischen Amt Ritzebüttel und danach der Landherrenschaft Ritzebüttel an. 1926 gingen die Gemeinden Arensch, Berensch, Duhnen, Groden, Gudendorf, Holte, Insel Neuwerk, Oxstedt, Sahlenburg, Spangen, Stickenbüttel, Süder- und Westerwisch in der Landherrenschaft Hamburg auf. Durch Inkrafttreten des Gesetzes über die Eingemeindung der Landgemeinden Groden, Westerwisch, Süderwisch, Stickenbüttel, Duhnen und Neuwerk mit Scharhörn vom 6. Februar 1935 wurden diese mit Wirkung zum 1. März 1935 dem Gebiet der Stadt Cuxhaven zugeordnet, die wiederum am 1. April 1937 mit dem Groß-Hamburg-Gesetz von Hamburg an den Regierungsbezirk Stade der preußischen Provinz Hannover überging.

### Einwohnerentwicklung
| Jahr      | 1866 | 1871 | 1910 | 2018 |
| --------- | ---- | ---- | ---- | ---- |
| Einwohner | 164  | 155  | 389  | 1023 |

(Quellen: 1866–1871, 1910, 2018)

## Politik
Stadtrat und Bürgermeister
Auf kommunaler Ebene wird Stickenbüttel vom Cuxhavener Stadtrat vertreten.

## Kultur und Sehenswürdigkeiten
Obwohl sich auch in Stickenbüttel Ferienwohnungen und Touristenunterkünfte befinden, hat sich hier im Gegensatz zu den direkt an der Küste gelegenen Nachbarorten noch ein regionstypischer Ortskern erhalten.

### Baudenkmale
→ Siehe: Liste der Baudenkmale in Stickenbüttel

## Persönlichkeiten
Personen, die mit dem Ort in Verbindung stehen
- Karl Waller (1892–1963), Lehrer und Heimat- und Vorgeschichtsforscher des Elbe-Weser-Raumes, Kulturpfleger der Stadt Cuxhaven, unter seiner Leitung fanden Ausgrabungen und Notbergungen u. a. in Stickenbüttel statt